# Islamic Center of America

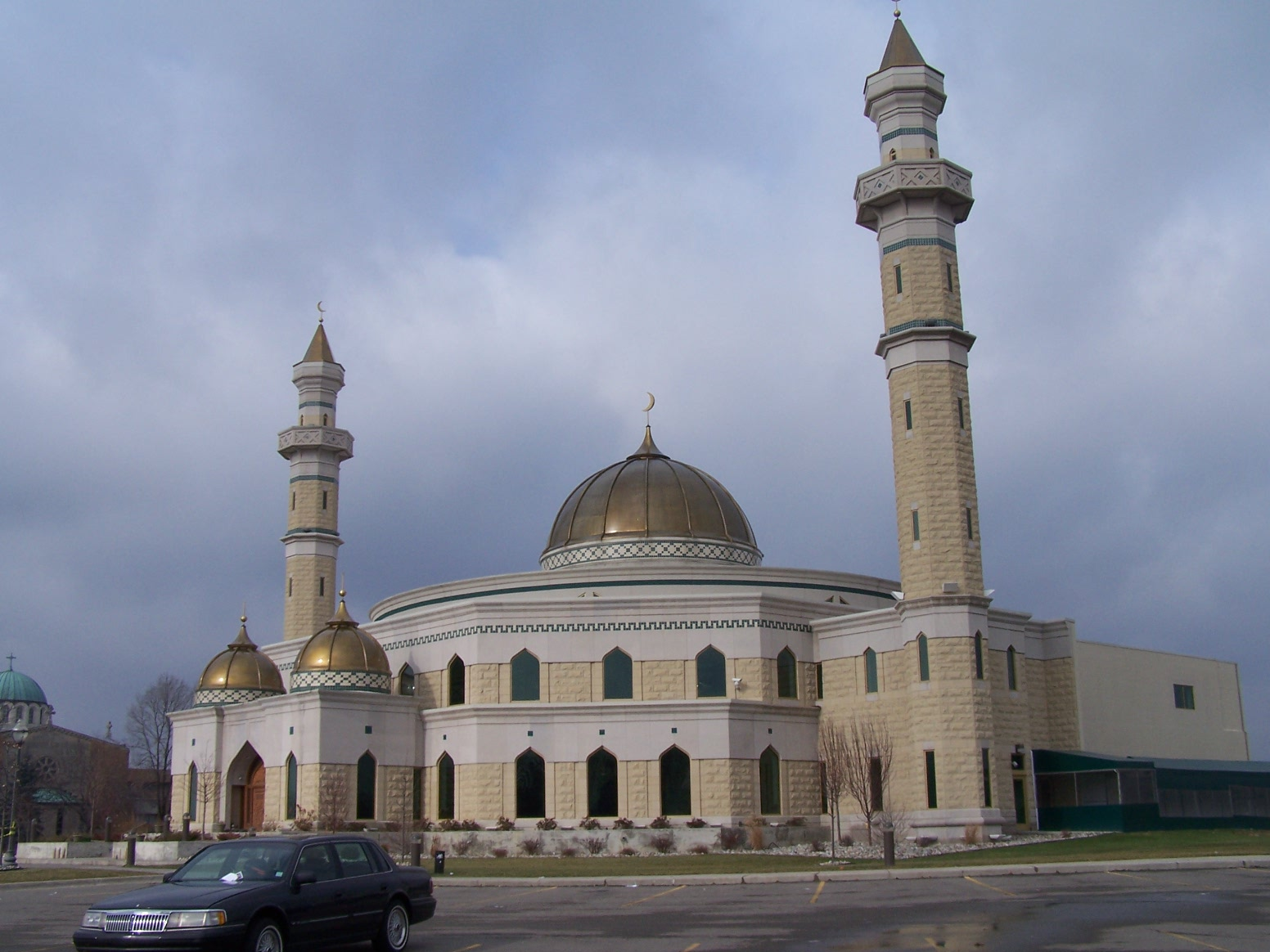
Das Islamic Center of America

Das Islamic Center of America ist eine Moschee in Dearborn, Michigan. Das im Jahr 2005 eröffnete Center nimmt für sich in Anspruch, die größte Moschee in Nordamerika zu sein. Das Center ist hauptsächlich auf die Bedürfnisse der schiitischen Muslime ausgerichtet, kann aber auch von anderen Muslimen genutzt werden.
Das Islamic Center of America befindet sich in 19500 Ford Road in Dearborn. Die Institution wurde im Jahr 1963 von Muhammad Jawad Chirri gegründet, der bis zu seinem Tod im Jahr 1994 leitender Direktor blieb. Zurzeit bekleidet Sayed Hassan Al-Qazwini das Amt des Imam.